# 黃魯曾
黃魯曾（1487年—1561年），字得之，號中南先生。直隸吳縣（今屬江蘇省蘇州市）人，明朝文人。

## 生平
黄省曾之兄。生于弘治丁未（1487年）三月，正德十一年（1516年）丙子科應天鄉試第三名舉人。兄弟皆好購書，吴中称鲁曾、省曾兄弟为「二黄先生」。皇甫汸称其“多所较辑，若《孔氏家语》、《两汉博闻》、《汉唐晋四传》、《唐诗二选》、《仙家四书》、《大咍小咍录》、《诗说》诸集行于世”，作品多散佚，今存《两汉博闻》十二卷、《南华合璧集》五卷。嘉靖辛酉（1561年）六月卒。